# کبوتر کاکلی جنوبی
کبوتر کاکلی جنوبی (نام علمی:  Goura scheepmakeri) کبوتری بزرگ‌جثه از سردهٔ کبوتران تاجدار است که در جنگل‌های پست گینه نو زندگی می‌کند.

## مشخصات

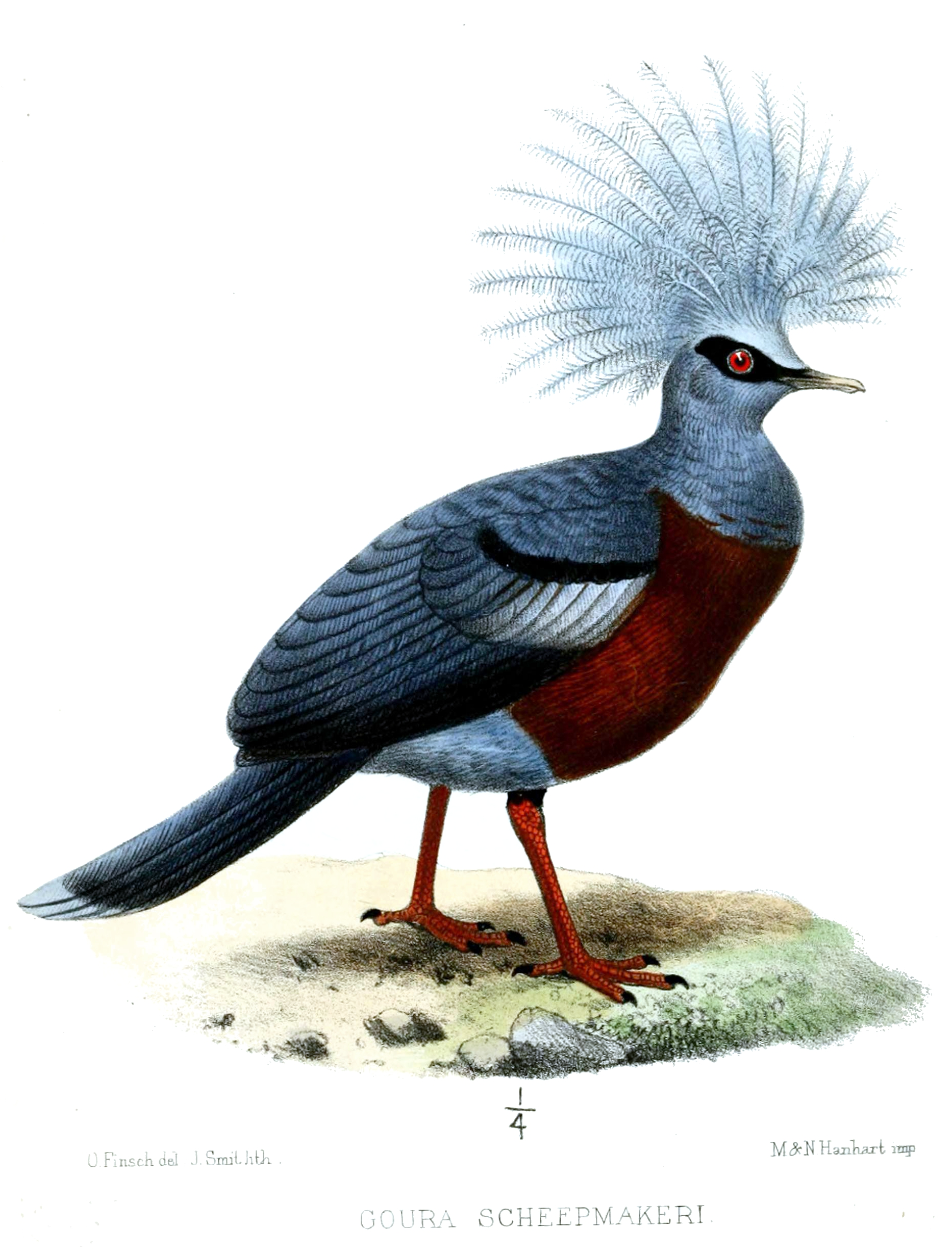
شماتیک کبوتر کاکلی جنوبی

کبوتر کاکلی جنوبی پرنده‌ای با پرهایی به رنگ خاکستری متمایل به آبی، سینه‌ای به رنگ خرمایی متمایل به قرمز، تاجی توری‌مانند و آبی‌رنگ و چشم‌هایی با عنبیه‌های قرمزرنگ است. هر دو پرندهٔ نر و ماده از نظر ظاهر به یکدیگر شبیهند. طول این پرنده به‌طور میانگین ۷۰ سانتی‌متر و وزنش ۲.۲۵۰ کیلوگرم است.
کبوتر کاکلی جنوبی خود دارای دو زیرگونهٔ Goura scheepmakeri sclateri و Goura scheepmakeri scheepmakeri است که در بخش‌های شانه و شکم دارای تفاوت رنگ هستند و به ترتیب در جنوب غربی و جنوب شرقی گینه نو یافت می‌شوند. این پرنده همچنین شباهت بسیاری به کبوتر کاکلی ویکتوریا و کبوتر کاکلی غربی دارد.
گونهٔ کبوتر کاکلی جنوبی نخستین بار توسط اتو فینش، طبیعی‌دان و مردم‌نگار آلمانی کشف شد. او پرنده‌ای زنده از این گونه را از دلالی به نام C. Scheepmaker در باغ وحش آمستردام دریافت نمود و آن را با توجه به نام آن دلال، Goura scheepmakeri نام‌گذاری کرد.

## وضعیت بقا
جمعیت کبوتر کاکلی جنوبی که پرنده‌ای رام و گروه‌دوست است به‌دلیل شکار بی‌رویهٔ آن برای گوشت و تا حدودی نیز برای پرهایش به سرعت در حال کاهش است و حتی شکارچیان نسل آن را در جنوب شرقی گینه نو منقرض کرده‌اند. از سوی دیگر جنگل‌های پست واقع در زمین‌های مسطح که مورد علاقهٔ این پرنده است به‌دلیل قطع درختان در معرض تهدید قرار گرفته است و علی‌رغم آنکه کبوتر کاکلی جنوبی تاحدودی می‌تواند این وضعیت را تحمل کند، اما قطع درختان راه را برای شکارچیان باز کرده تا شمار باقی‌مانده از این پرندگان را که با ماندن در درون جنگل امکان بقا یافته‌اند را شکار کنند. همچنین اکتشافات گاز و نفت در پاپوآ جمعیت این پرنده را تهدید می‌کند. صید کبوتر کاکلی جنوبی برای فروش آن نیز عامل تهدیدکنندهٔ مهم دیگری است. 
اتحادیه بین‌المللی حفاظت از محیط زیست (آی‌یوسی‌ان) نام این پرنده را از سال ۱۹۹۴ تا کنون به‌عنوان گونهٔ آسیب‌پذیر در سیاهه قرمز گونه‌های در معرض خطر خود وارد کرده است.